# Graafschap Sponheim
Sponheim was een tot de Boven-Rijnse Kreits behorend graafschap binnen het Heilige Roomse Rijk. De naam was oorspronkelijk: Spanheim.

## Sponheim tot de deling van 1223/1233
In 1044 verschijnen er voor het eerst graven van Sponheim, die vernoemd waren naar de burcht Sponheim ten westen van Kreuznach. In de twaalfde eeuw bouwden ze een aanzienlijk graafschap op tussen de Nahe en de Moezel met onder andere Kreuznach. Graaf Gotfried III was gehuwd met Adelheid van Sayn, die in 1260 het graafschap Sayn erfde.
Hun drie zoons deelden de bezittingen in 1223/1233:
- Johan I kreeg het Achterste graafschap Sponheim (Hintere Grafschaft of Sponheim-Starkenburg) met goederen aan de Moezel en Birkenfeld; de zetel was Starkenburg aan de Moezel.
- Hendrik kreeg het graafschap Sayn
- Simon II kreeg het Voorste graafschap Sponheim (Vordere Grafschaft of Sponheim-Kreuznach) met Kreuznach.

## Voorste graafschap Sponheim

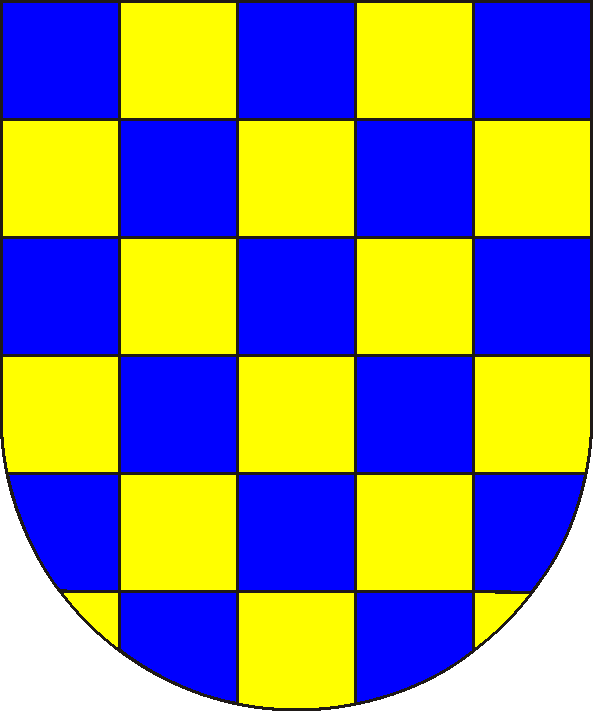
Voorste Graafschap Sponheim

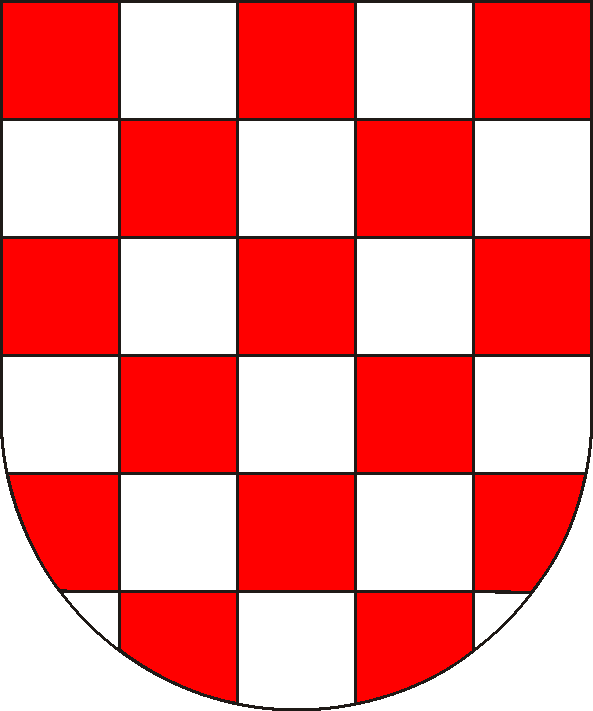
Achterste Graafschap Sponheim

De tak van het voorste graafschap stierf in 1414 uit met graaf Simon IV. 4/5 van het graafschap viel toen aan het achterste graafschap. Ten gevolge van huwelijk van zijn dochter Elizabeth met paltsgraaf Rudbrecht kwam 1/5 van het graafschap aan het keurvorstendom van de Palts.

## Achterste graafschap Sponheim
Na het uitsterven van de tak in het voorste graafschap in 1414 kwam 4/5 van dit graafschap aan het achterste graafschap. In 1437 stierf ook de tak in het achterste graafschap uit. De nakomelingen van de twee tantes van de laatste graaf erfden de bezittingen. Het ging om:
- Laurette, die gehuwd was met graaf Hendrik van Veldenz.
- Mathilde, die gehuwd was met markgraaf Rudolf van Baden.

## Het gemeenschappelijk bestuur van de erfgenamen
Baden en Veldenz verdeelden de graafschappen niet, maar voerden een gemeenschappelijk bestuur. Ze hadden dus beide een 1/2 aandeel in het achterste graafschap en een 2/5 aandeel in het voorste graafschap.
In 1444 stierven de graven van Veldenz uit. Hun erfgenamen waren de graven van Palts-Simmern. In 1559 stierf de hoofdtak uit en werd opgevolgd door Palts-Simmern. Hierdoor kwamen het 1/5 deel en een 2/5 deel van het achterste graafschap weer bij elkaar. Bij de deling in 1559 kwamen het aandeel in het achterste graafschap aan Palts-Zweibrücken of Palts-Birkenfeld.
In 1584 werd er van Palts-Zweibrücken een zijtak afgesplitst. Deze zijtak kreeg de ambten Birkenfeld, Frauenburg en Allenbach van het Achterste graafschap in beheer met toestemming van het markgraafschap Baden. Van 1611 tot 1675 was het Voorste graafschap overgedragen aan de jonge zijtak Palts-Simmern. Na het uitsterven van deze zijtak viel hun bezit terug aan de keurvorstelijke hoofdtak.

## Na de deling van de graafschappen
In 1707 werd het Voorste graafschap opgedeeld; het markgraafschap Baden kreeg het onderambt Kirchberg en Winterburg; het keurvorstendom van de Palts kreeg het hoofdambt Kreuznach. In 1716 breidde Baden zijn aandeel uit door de aankoop van de heerlijkheid Martinstein van het keurvorstendom Mainz.
Na het uitsterven van Palts-Zweibrücken in 1731 erfde de zijtak Palts-Birkenfeld hun bezittingen en ook hun naam.
In 1776 deelden ze ook het Achterste graafschap op. Palts-Zweibrücken kreeg Traben-Trarbach en Allenbach en Baden kreeg Birkenfeld.
In 1797/1801 werd het graafschap ingelijfd bij Frankrijk. Het Congres van Wenen verdeelde het voormalige graafschap over een aantal staten. Het grootste deel werd bij het koninkrijk Pruisen gevoegd. Verder werd een deel met Birkenfeld bij het Oldenburg gevoegd, waar het deel ging uitmaken van het vorstendom Birkenfeld. Een klein gedeelte kwam bij het groothertogdom Hessen-Darmstadt.

## Gebied voor de delingen van 1707 en 1776
- Voorste graafschap:

1. ambt Kreuznach
2. ambt Kirchberg met de stad Kirchberg, de Kostenzer Pflege, de Sohrer Pflege, het ambt Koppenstein, het gerecht Kellenbach en de Hottenbecher Pflege.
3. ambt Naumburg met het Bechenbacher gerecht, het Bärenbacher gerecht, het Martin-Weierbacher gerecht, het Oberreidenbacher gerecht en het Löllbachter gerecht.

- Achterste graafschap:

1. hoofdambt Trarbach
2. ambt Birkenfeld
3. ambt Kastellaun
4. ambt Winterburg
5. ambt Herrstein
6. ambt Allenbach
7. ambt Dill
8. Kröver Rijk

## Gebied na de delingen van 1707 en 1776
- keurvorstendom van de Palts:

1. hoofdambt Kreuznach met het ambt Kreuznach en de onderambten Böckelheim en Ebernburg
2. dorp Boos (gemeenschappelijk bezit met rijksridderschap)
3. schoutambt Duchroth (gemeenschappelijk bezit met rijksridderschap)

- Palts-Zweibrücken

1. ambt Allenbach
2. ambt Kastellaun met: binnen en buitenburgers, de Leidecker Pflege, de Hasselbacher Pflege, de Heyweiler Pflege, de Hirtische Pflege en de Panzweiler Pflege.
3. hoofdambt Trarbach met: hoofdschoutambt Trarbach, drostschap Enkirch, schoutambt Wolf, schoutambt Irmenach en hooggerecht Kleinich
4. Kröver Reich (gemeenschappelijk met het keurvorstendom Trier)
5. gerecht Lötzbeuren (gemeenschappelijk met het keurvorstendom Trier)

- Baden

1. hoofdambt Birkenfeld met Birkenfeld, de Pflege Abentheuer, de Pflege Brücken, de Pflege Burg-Birhof, de Pflege Ellenburg, de Pflege Frauenburg, de Pflege Hambach, de Pflege Heubweiler, de Pflege Kronweiler, de Pflege Leisel, de meierij Malborn, de Pflege Rimsberg, de Pflege Rinzeberg, het leen (de meierij) Züsch
2. onderambt Idar met aandeel in Idar, het gerecht Algenrodt, het gerecht Hettenrodt, het gerecht Hettenstein, het gerecht Mackenrodt, en Ober-Tiefenbach.
3. hoofdambt Kirchberg met het ambt Kirchberg en het onderambt Dill
4. ambt Kirchberg met de stad en de buitenburgers, de Pflege Bely, de Pflege Denzen, de Pflege (ambt) Koppenstein, de Pflege Kostenz en de Pflege Sohren
5. hoofdambt Naumburg met het ambt Naumburg en het ambt Heerstein
6. ambt Heerstein met het gerecht Heerstein en het gerecht in de abdij
7. ambt Winterburg
8. voogdij Winningen
9. ambt Sprendlingen